# Shinjo Naoyori
Pour les articles homonymes, voir shinjō.
Shinjo Naoyori est un nom japonais traditionnel ; le nom de famille (ou le nom d'école), Shinjō, précède donc le prénom (ou le nom d'artiste).
Shinjō Naoyori (新庄 直頼, 1538-8 février 1613) est un samouraï et daimyo de la fin de l'époque Sengoku au tout début de l'époque d'Edo. Fils de Shinjō Naomasa (seigneur du château d'Asazuma), il est au service du clan Azai de la province d'Ōmi. Ayant commencé sa carrière comme officier du clan Azai, il fait plus tard défection pour le clan Oda peu avant la chute du château d'Odani. Naoyori devient alors officier de cavalerie (馬廻り, umamawari) sous Toyotomi Hideyoshi. Il combat sous les ordres de Hideyoshi à la bataille de Yamazaki, et reçoit un han de 12 000 koku centré autour de Takatsuki dans la province de Settsu (avec des possessions dans les provinces de Yamato et Settsu). Plus tard, en 1591, il reçoit le rôle supplémentaire de gardien (城代 jōdai) du château d'Ōzu Castle. Encore plus tard, ayant rejoint la force expéditionnaire de Hideyoshi à Hizen-Nagoya, Naoyori aurait combattu en Corée.
Naoyori se trouve au côté d'Ishida Mitsunari à la bataille de Sekigahara et attaque le château d'Iga-Ueno de Tsutsui Sadatsugu. Arrêté à la suite de la victoire des Tokugawa, il est placé sous la garde de Gamō Hideyuki après la bataille. Pardonné par Ieyasu, il reçoit un fief de 30 000 koku de revenus à Asō dans la province de Hitachi.

## Source de la traduction
- (en) Cet article est partiellement ou en totalité issu de l’article de Wikipédia en anglais intitulé « Shinjo Naoyori » (voir la liste des auteurs).